# Orochi (film)
Orochi (雄呂血) è un film del 1925 diretto da Buntarō Futagawa.

## Trama
Heisaburo è un ronin costretto a peregrinare, dopo il ripudio da parte del suo maestro e l'allontanamento dal suo villaggio per aver reagito alle provocazioni di un samurai di alto rango. Osteggiato dai nobili e dal popolo, viene per questo considerato un pericoloso criminale, malgrado la sua decisione di difendere una coppia perseguitata dallo yakuza locale.

## Accoglienza
Il titolo originale, Fuorilegge, fu ostacolato dalla censura e dalla polizia imperiale giapponese perché la figura del fuorilegge, rappresentato come un eroe, era considerato eversivo. Il titolo è stato quindi cambiato in Orochi, raffigurando in modo provocatorio il protagonista come il drago a sette teste; questa volta il titolo fu accettato dalle autorità.